# Виомениль, Шарль де
Шарль-Жозеф-Гиацинт дю У, маркиз де Виомениль (фр. Charles-Joseph-Hyacinthe du Houx,  marquis de Vioménil; 22 августа 1734, Рюпп — 5 марта 1827, Париж) — французский военачальник-роялист, эмигрант, маршал Франции периода Реставрации Бурбонов.

## Биография
Родился в аристократической семье, с 13 лет служил в чине лейтенанта в полку Лимузен.
Участвовал в Войне за австрийское наследство, затем в Семилетней войне.
В составе французского корпуса Рошамбо участвовал на стороне американцев в Войне за независимость США.
Накануне Французской революции занимал пост губернатора острова Мартиника. В 1791 году эмигрировал и вступил в армию Конде. Входил в число приближённых проживавшего в эмиграции Людовика XVIII, некоторое время состоял на российской военной службе (в 1798—1799 годах — шеф Сибирского уланского полка), затем на португальской. В 1803 году, под давлением посла Наполеона генерала (будущего маршала) Жана Ланна, вынужден был покинуть Португалию.
В 1814 году вернулся во Францию вместе с королём, который вскоре решил произвести в маршалы Франции нескольких лиц. На тот момент звание маршала носил целый ряд прославленных военачальников Наполеона. Король посмертно присвоил титул маршал шуану Жоржу Кадудалю, казнённому за покушение на Наполеона и генералу Жан-Виктору Моро, погибшему, сражаясь против французов в битве при Дрездене. Прижизненно были произведены в маршалы: военный министр Наполеона Кларк, герцог Фельтрский, кабинетный генерал, одним из первых поддержавших идею низложения императора; республиканец маркиз де Бернонвиль, сыгравший в своё время важную роль в организации революционной армии, но остававшийся при Наполеоне практически не у дел и приветствовавший возвращение Бурбонов; и два пожилых аристократа-эмигранта — герцог де Куаньи и маркиз де Виомениль.
Маркиз де Виомениль стал также пэром Франции и командующем войсками в Бордо. Скончался в Париже в возрасте 92 лет.